# Protodonata
Protodonata је ред палеозојских крилатих инсеката сродних вилинским коњицима, који су достизали огромне димензије тела. Највећи инсект који је икад живео била је пермска врста из овог реда — Meganeuropsis permiana, са распоном крила од 71 cm.
Крила су хомономне грађе, издужена попут крила вилинских коњица. Адулти су се хранили карниворно, на шта указује грађа њиховог усног апарата. У своје време су вероватно били на врху лествице предатора. Грађа ларви и њихове животне навике још увек су дискутабилне. Сви представници Protodonata нестали су у масовном изумирању крајем Перма.